# 桜川エルマ
桜川 エルマ（さくらかわ エルマ、1979年11月17日 - ）は、日本のアイドル及び女優である。アトレク所属。東京都出身東京純心大学卒業。特技は殺陣・アクション・歌・ダンス。当初は、本名の「栗原まほ」及び「村咲るな」の芸名でフリーで活動していたが、2011年度「aquaガールズ」に選ばれた時にOFFICE MINATO INC.にスカウトされ、桜川エルマに改名した。その後現在の事務所に移籍し、村咲るなに芸名を戻している。

## 主な出演作品

### 舞台
- いつか失した心のカケラ
- ミラクル鉄道2011
- 萌え萌えパニック
- 朗読劇「Ride」
- 西遊伝〜学校の妖怪〜
- 雪桜〜想い出の手鞠歌〜(主演)

### 映画
- 新・仁義なき戦い
- ラスト サムライ
- 恋のカレンダー〜肉食系女子の春〜
- 三日間… (主演)
- 夏のプロペラ
- 完全犯罪のススメ
- B-ON番外篇
- すみれ
- ダブル生シュー
- 心のサプリメント
- 君がいたから僕は...
- 20年後の君に
- 夢見た君へ

### テレビ
- 平成女学園（テレビ東京）
- ギルガメッシュないと（テレビ東京）
- 激あま〜い（TBS）
- ポシュレ（NTV）
- ためしてガッテン（NHK総合）
- 月刊チャージャー（WEB-TV）
- 水戸黄門（TBSテレビ）
- オーマイガー〜アキコのモテ期到来〜（千葉テレビ）
- ドラゴンシアター〜トワイライトストーリー（千葉テレビ）
- みんなのバラエティー「みんバラ」（TOKYO MX）
- アイドルバトラー（TOKYO MX）
- オール☆in One（テレビ埼玉）

### ドラマ
- 水滸伝

### CM
- アスカ化粧品
- AOKI
- アップル引越センター